# جاي ر. باتون
جاي ر. باتون (بالإنجليزية: J. R. Patton)‏ هو مهندس أمريكي، ولد في 12 سبتمبر 1983 في لاس كروسيس في الولايات المتحدة.

## وصلات خارجية
- جاي ر. باتون على موقع Racing-Reference.info (الإنجليزية)